# 铁血精英
《铁血精英》（英語：Killer Elite）是一部2011年上映的动作片，根据1991年英国作家雷纳夫·法因斯所著的小说《羽毛人》（The Feather Men） 改编而成。由加里·麦肯德莱执导，杰森·斯坦森、克里夫·欧文、罗伯特·德尼罗、伊冯娜·斯特拉霍夫斯基、多米尼克·珀塞尔等担纲主演。美国于2011年9月23日上映。中国大陆于2012年2月17日上映。

## 剧情
1980年，殺手團丹尼、梅爾、韓特和戴維斯在墨西哥執行暗殺任務，雖然順利完成任務，丹尼因為在孩子面前將其父親殺掉而深感愧疚，於是離開了團隊回到澳洲。
一年後的一天，丹尼收到經紀人通知，得知韓特接了六百萬元的任務又不執行且想跑路，因此被委託人囚禁起來。於是他來到韓特被囚禁的地點阿曼會見了委託人。委託人是一名酋長，在佐法爾叛亂時他的三個兒子死於戰爭，他認為他的兒子是被三名英國特種空勤團士兵謀殺的。酋長想保全小兒子的性命不打算復仇因此被部落驅離，而他患上癌症只剩下半年性命因此希望他死前兇手必須全部死於意外，且要有兇手的自白，等他死後小兒子就可以回到部落，否則韓特也會跟著陪葬。丹尼會見被囚禁的韓特，也從韓特那裡得知韓特知道目標是特種空勤團後想放棄，但是在逃跑時卻被囚禁起來，為了救韓特丹尼接下了這棘手的任務。
首先，他來到了法國找上他的前隊友戴維斯與梅爾，兩人都同意加入。丹尼和梅爾來到阿曼勘查雖然退役但還待在阿曼的第一個目標哈里斯，戴維斯則去英國探聽消息。但是戴維斯在一間特種空勤團隊員聚集的酒吧探聽消息時引來起疑，隨後有線民打電話給一名前任特種空勤團軍官史派克.羅根告知有人在探聽阿曼內戰的相關消息，因戰爭受傷退役的羅根同時是一名名為羽毛人組織的成員之一，羽毛人組織大多都是特種空勤團退役的，暗地裡都做些見不得人的事，羅根將此情報報備給羽毛人組織高層，得到高層授權後羅根開始派人監視丹尼等人。即使丹尼得知有人在監視他們，他還是與梅爾殺死第一個目標，哈里斯死前還透露其實真正兇手是另有其人，但因為哈里斯嘻皮笑臉的態度讓丹尼等人覺得不以為然。
第二個目標克雷格還在軍隊服役，戴維斯曾在特種空勤團的選拔中落選因此熟悉地形，丹尼藉由這優勢打算混進軍營內讓對方在行軍訓練時出意外死亡，他假扮成醫生去醫院取得藥物卻在離開前卻被暗中保護克雷格的羅根發現，兩人於是在醫院大打出手，丹尼制伏了羅根後就逃離現場。在戴維斯的掩護下丹尼潛入基地讓克雷格喝下下藥後的熱飲順利在行軍解決第二個目標，隨後丹尼通知經紀人有人在干擾他們的行動。
丹尼在監視第三個目標發現羅根也在場，在丹尼的跟蹤得知羅根的身分。沒多久羅根突然被羽毛人高層下令不准再調查此事，且萬一事件曝光後羅根必須承擔一切罪行。羅根無法對自己同僚被殺坐視不理，於是不理會指示而自己暗自調查。
丹尼打算殺了第三個目標後就用假影片敷衍，且聘用一名臨時人員傑克來協助，在第三名目標被解決後發現羅根派來的人在暗中保護目標，保鑣發現目標被殺又發現梅爾等人於是追上去，梅爾與對方搏鬥時傑克撿起梅爾掉落的槍想殺保鑣，但意外將保鑣和梅爾同時殺害。雖然丹尼對這結果不滿，但還是警告眾人盡快離開，戴維斯不聽勸跑去嫖妓，而旅館經理通風報信後戴維斯不幸被羅根的人抓，戴維斯自行逃脫後又被卡車撞死，而羅根在戴維斯身上搜到經紀人的聯絡方式。丹尼原本打算脅持羅根來交換人質，但得知戴維斯死後還是警告羅根一番後就離開。
丹尼再次來到阿曼接見酋長並將第三個目標已死的假造影片交上，韓特被釋放後丹尼立即勸說韓特退出殺手這行列。丹尼回到澳洲後與自己的青梅竹馬女朋友安妮會面，但在當晚經紀人打電話告知丹尼殺錯人，第一個目標其實是無辜的，真正的凶手是一名作家也曾經是特種空勤團成員，當年他參加過阿曼內戰，退役後成為作家也將自己的經歷寫成小說，酋長強迫丹尼繼續完成任務，不然安妮就會是他們下一個目標。丹尼立即帶安妮到法國巴黎，請韓特在暗中保護。
丹尼回到英國執行最後一個任務的同時再次被羅根等人盯上，原來羅根利用作家來引蛇出洞讓丹尼上當，但丹尼卻利用傑克調虎離山來到作家的位置，丹尼不想殺作家僅打傷對方而偽造對方死亡的假象。後來在逃脫時丹尼被羅根所擒，丹尼將事情始末告知羅根希望羅根能放他一馬，但羅根並沒打算放過丹尼，沒多久他被一名政府特工持槍控制，而特工也在丹尼和羅根面前說明一切，原來一切都是英國政府想得取阿曼豐富的石油資源，首先故意派遣特種空勤團殺了酋長的兒子，再刻意把兇手消息透露給酋長讓他找外人處決，而丹尼一夥只不過是被經紀人和特工利用設計來成為被嫁禍的一方，這樣英國政府就可以與酋長談判條件，先前第二個目標死亡後經紀人將羅根插手此事告知特工後，特工出面威脅羽毛人組織讓羅根知難而退，但羅根依然想當絆腳石因此特工不得不出面要將丹尼和羅根解決掉。此時丹尼和羅根突然出手三方進行混戰，特工被羅根殺死而丹尼趁此逃脫。在巴黎，經紀人本來打算殺掉安妮再向丹尼索取佣金，但被暗中保護安妮的韓特射傷，韓特知道一切都是經紀人在背後搞鬼後威脅經紀人不准再騷擾丹尼和安妮，否則後果自負。
丹尼與韓特回到阿曼跟酋長交涉，韓特負責替丹尼掩護以防萬一，但羅根比他們先會見酋長，並將酋長殺死替他的戰友們復仇，小兒子對父親的死不以為然，憤怒的向羅根表示他寧可被羅根殺死也不想回到環境惡劣的沙漠，羅根大仇已報於是放過小兒子，而小兒子卻讓羅根將六百萬領走。丹尼和韓特發現不對勁後看到羅根從宮殿出來後也追上去，先將追捕羅根的追兵載具廢掉，隨後追上逼停羅根也得知在宮殿發生的事。由於羅根殺了政府特工與酋長間接破壞英國政府與酋長的交易不能再回英國，丹尼和韓特勸說羅根不如自己決定往後的路是否要重新開始生活，韓特則趁機領取六百萬的分紅作為補償和開銷，隨後將其餘的錢留給羅根後與丹尼離開。而丹尼也回到法國與安妮會合。
影片最後顯示丹尼和羅根下落不明。

## 角色
- Jason Statham - 丹尼.布萊斯，前殺手
- Clive Owen - 羅根.史派克，前SAS軍官
- Yvonne Strahovski - 安妮，丹尼的青梅竹馬兼女友
- Robert De Niro - 韓特，丹尼前團隊領導人
- Dominic Purcell - 戴維斯，丹尼前團隊成員
- Adewale Akinnuoye-Agbaje - 殺手經紀人
- Grant Bowler - 克雷格少校，SAS軍官
- Matthew Nable - Pennock
- Jamie McDowell - Diane
- Chris Anderson - Finn
- George Murphy - ADR Voice

## 制作
2010年5月，本片开始在澳洲墨尔本拍摄。在威尔士也进行了一些拍摄。

## 评价
媒体综评44分，烂番茄新鲜度只有23%，23人顶，73人踩；Yahoo方面影评人C+，观众评分B，口碑一般。

## 票房
美国首周末收950万美圆，名列第五。